# Cattedrale di San Demetrio (Vidin)
La cattedrale di San Demetrio è la cattedrale ortodossa della città di Vidin, in Bulgaria ed è sede dell'eparchia di Vidin, nell'ambito della chiesa ortodossa bulgara.

## Storia
La chiesa originaria è stata realizzata nel XVII secolo e venne intitolata al martire San Demetrio di Salonicco. Il 6 dicembre del 1868 la chiesa ospitò la prima liturgia ortodossa in lingua bulgara e divenne nello stesso anno sede eparchiale. A causa del cattivo stato di conservazione della struttura lignea, la cattedrale fu demolita e ricostruita. Il 10 marzo 1885 è stata ufficialmente posta la prima pietra della nuova chiesa, completata solo nel 1926.